# Forrest Gander
Forrest Gander (ur. 21 stycznia 1956 w Barstow (Kalifornia) – amerykański poeta, pisarz, tłumacz i eseista. 
Forrest Gander studiował geologię w College of William and Mary. Na Uniwersytecie Stanowym w San Francisco uzyskał tytuł magistra w dziedzinie literaturoznawstwa. Jest emerytowanym profesorem sztuk literackich i literatury porównawczej na Uniwersytecie Browna. W 2019 zdobył Nagrodę Pulitzera w dziedzinie poezji  za książkę Be With (2018). Jest kanclerzem Akademii Poetów Amerykańskich oraz członkiem Amerykańskiej Akademii Sztuki i Nauki.

Tematem przewodnim swoich wierszy – w których chętnie czerpał z wiedzy geologicznej – uczynił krajobraz, traktując go jako pierwszy plan lub wręcz źródło akcji w poezji.